# Нав (Хавік)
Нав (перс. نو) — село в Ірані, у дегестані Хавік, у бахші Хавік, шагрестані Талеш остану Ґілян. За даними перепису 2006 року, його населення становило 60 осіб, що проживали у складі 16 сімей.